# Список кантри-хитов № 1 2021 года (Billboard)

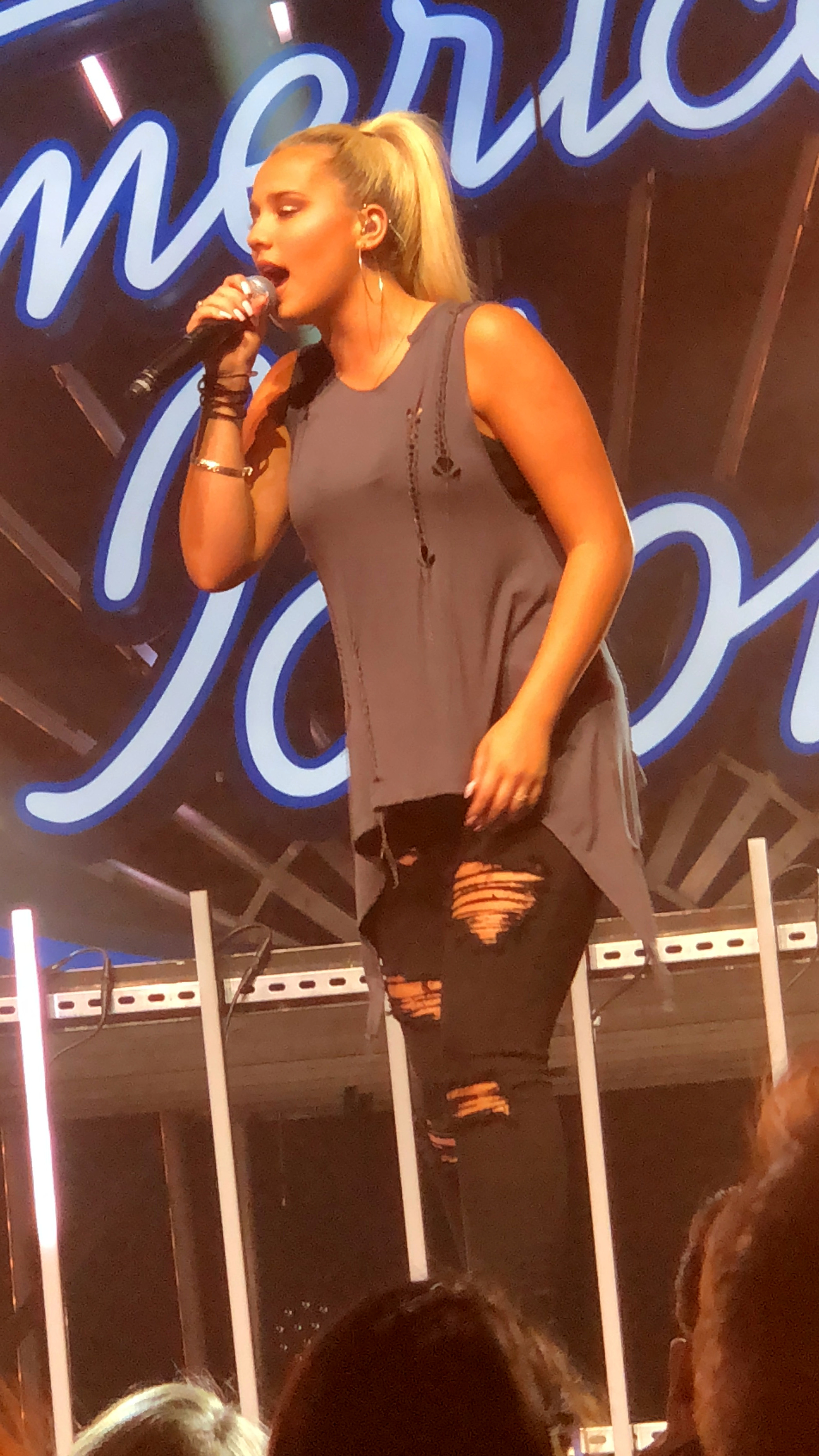
Габби Барретт лидировала со своим хитом «I Hope» (27 недель № 1 к концу марта 2021 года)

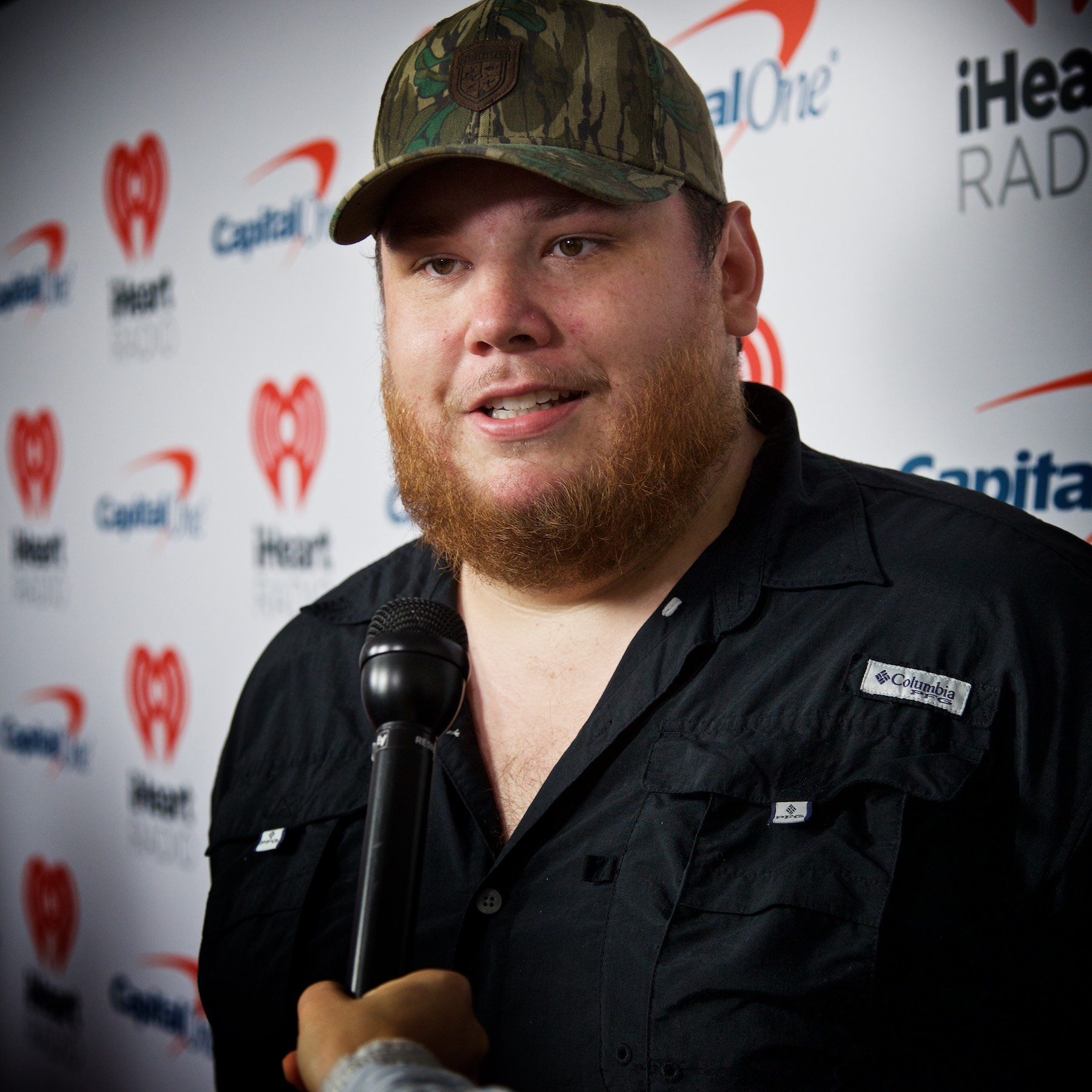
Сингл «Better Together» дал Люку Комбсу его десятый чарттопер Country Airplay

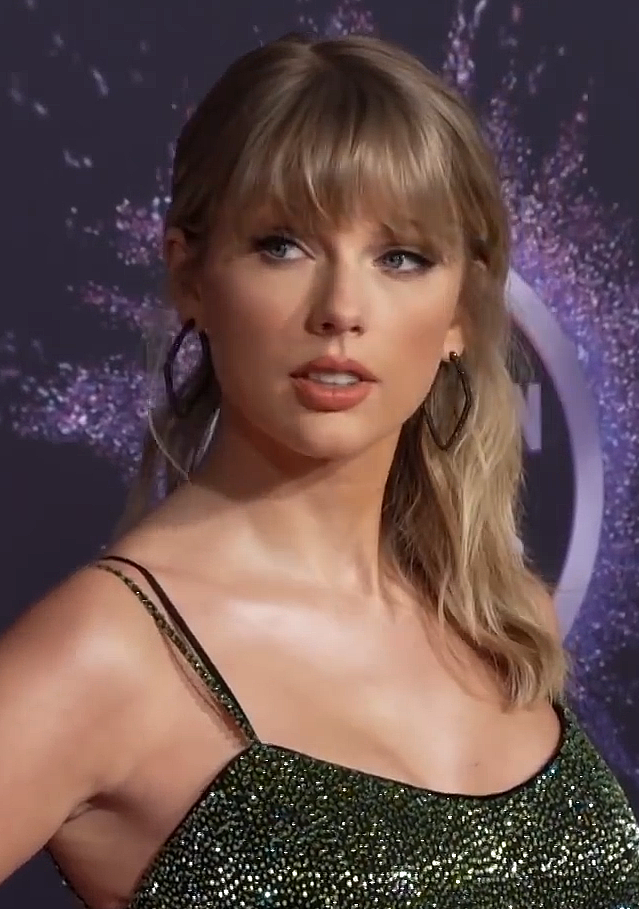
Тейлор Свифт получила свой первый чарттоппер за более чем восемь лет с новой записью её сингла 2008 года «Love Story». Это также сделало её вторым артистом в истории, дважды возглавлявшим чарт с двумя разными версиями одной и той же песни.

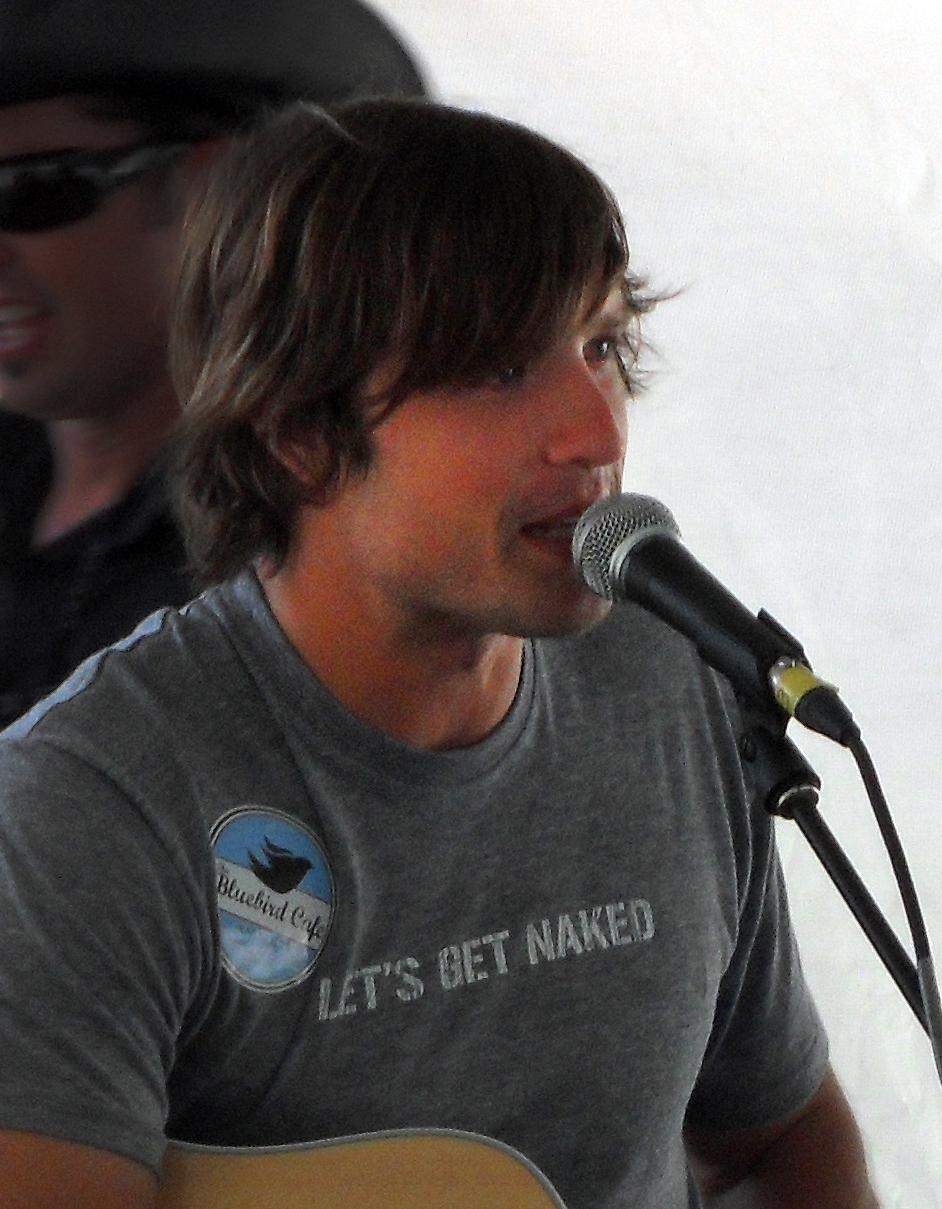
Уокер Хейз лидировал со своим хитом «Fancy Like»

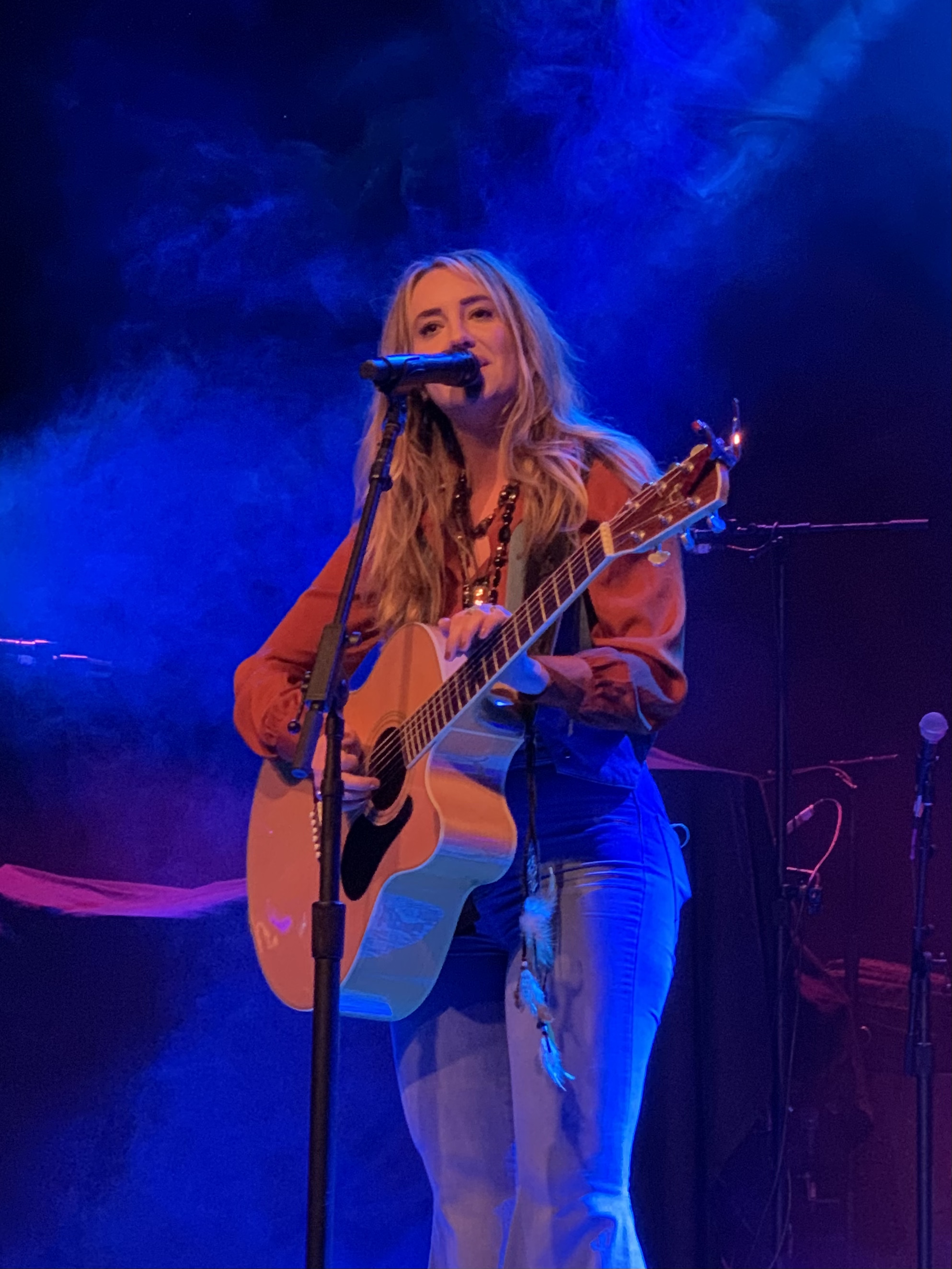
Lainey Wilson впервые возглавила чарт с синглом «Things a Man Oughta Know».

Список кантри-хитов № 1 2021 года включает самые популярные песни жанра кантри-музыки, которые возглавляли американский хит-парад Hot Country Songs журнала Billboard в 2021 году (данные стали известны заранее, так как публикуются на неделю вперёд).
При составлении Hot Country Songs учитываются цифровые загрузки, стриминг, и радиоэфирные ротации не только кантри-радио, но от радиостанций всех форматов по методике введённой в 2012 году. В радиочарте Country Airplay, который был введён в 2012 году, учитываются только ротации песен и только на кантри-радиостанциях, то есть та методика, что применялась с 1990 до 2012 года при составлении Hot Country Songs.
Лучшим синглом 2021 года стал «Forever After All» Люка Комбса, а в Country Airplay победила песня «Famous Friends» дуэта Криса Янга и Кейна Брауна.

## История
- 2 января чарт Hot Country Songs снова возглавил трек «I Hope» певицы Габби Барретт. Это 22-я неделя лидерства этого сингла и женский рекорд. В радиочарте Country Airplay лидировала песня «Big, Big Plans» певца Chris Lane (третий его чарттоппер)[6][7]. 30 января Барретт вернётся на первое место и это 25-я неделя лидерства и больше в Hot Country Songs только у двух песен: «Meant to Be» (50 недель на № 1 в 2017-18, Florida Georgia Line, Bebe Rexha) и «Body Like a Back Road» (34, 2017, Сэм Хант)[8].
- 9 января чарт Country Airplay возглавил «Champagne Night» группы Lady A. Это их 11-й чарттоппер[9].
- 23 января чарт Hot Country Songs возглавил сингл «Wasted On You» певца Моргана Уоллена, третий его чарттоппер и второй сразу дебютировавший на вершине. Это стало рекордом в 62-летней истории чарта, так как Уоллен первый в истории, кто более одного раза сразу попадал на первое место Hot Country Songs[10].
- 23 и 30 января чарт Country Airplay возглавлял сингл «Better Together» певца Люка Комбса, его десятый подряд чарттоппер[8][10].
- 27 февраля чарт Hot Country Songs возглавил сингл «Love Story» певицы Тейлор Свифт, восьмой её чарттоппер (и 24-й в десятке лучших Hot Country Songs), причём повторно: первый раз песня лидировала в 2008 году. Это позволило Свифт стать первым музыкантом, имеющим чарттопперы в последние три десятилетия: 2000-е, 2010-е и 2020-е годы и только вторым исполнителем (после Долли Партон), имеющим на первых местах как оригинальную, так и перезаписанную новую версию одной и той же песни[11].
- 6 марта чарт Country Airplay возглавил сингл «Down to One» певца Люка Брайана, его 24-й чарттоппер (с 2010 года) и 4-й с альбома Born Here Live Here Die Here после хитов «Knockin’ Boots» (был № 1 две недели в сентябре 2019), «What She Wants Tonight» (1 неделя лидерства в апреле 2020) и «One Margarita» (2 недели в июле 2020). Брайан шестой по числу чартопперов в Country Airplay (с января 1990) после Кенни Чесни (31), Tim McGraw (29), Блейка Шелтона (28), Алана Джексона (26) и Джорджа Стрейта (26)[12].
- 27 марта оба чарта возглавил сингл «What’s Your Country Song» певца Томаса Ретта, второй его лидер Hot Country Songs после «Die a Happy Man» (17 недель № 1 в 2015-16) и 16-й чарттоппер в Country Airplay[13].
- 3 апреля чарт Country Airplay возглавил сингл «Lady» певца Бретт Янга, его 6-й подряд чарттоппер (с 2017 года)[14].
- 10 апреля чарт Country Airplay возглавил сингл «Long Live» дуэта Florida Georgia Line, их 15-й чарттоппер (с 2012 года). Среди групп и дуэтов они опередили Rascal Flatts, уступая только группе Brooks & Dunn с 20 чарттопперами. Среди всех музыкантов впереди Kenny Chesney (31 хит номер один)[15].
- 17 апреля чарт Country Airplay возглавил сингл «Starting Over» певца Криса Стэплтона (2-й его чарттоппер). Чарт Country Airplay возглавил сингл «The Good Ones» певицы Габби Барретт. Это её 2-й чарттоппер и третий случай за последние четверть века, когда женщины двумя своими первыми синглами возглавляют Country Airplay. Ранее это делали Келси Баллерини (в 2016) и Wynonna Judd (в 1992)[16].
- 1 мая третью неделю в чарте Country Airplay лидировал сингл «The Good Ones» кантри-певицы певицы Габби Барретт и это первый за 10 лет случай трёхнедельного лидерства женщины, впервые после дуэта Jason Aldean и Келли Кларксон «Don’t You Wanna Stay» (3 недели № 1 в марте 2011). А сольно женщина лидировала в последний раз в 2010 году: Миранда Ламберт «The House That Built Me» (4 недели № 1 в июне 2010)[17].
- 15 мая на первое место Hot Country Songs вернулся сингл «Forever After All» певца Люка Комбса, который уже был номером один полгода назад (7 ноября 2020 года). Он тогда также дебютировал на 2-м месте в рейтинге многожанрового основного американского хит-парада Billboard Hot 100, что стало самым высоким показателем для кантри-песни исполнителя-мужчины. «Forever» возобновляет лидерство в Hot Country Songs в свою 28-ю неделю, поднявшись с № 3 в момент, когда вышла делюксовая версия альбома What You See Is What You Get[18].
- 22 мая на первое место Country Airplay вышел сингл «Breaking Up Was Easy in the 90s» Сэма Ханта (8-й его чарттоппер)[19].
- 29 мая на первое место Country Airplay вышел сингл «Hell of a View» кантри-певца Эрика Чёрча (10-й его чарттоппер и бэк-вокал Joanna Cotten), 2-й сингл с седьмого студийного альбома Heart & Soul)[20][21].
- 5 июня на первое место Country Airplay вышел сингл «Forever After All» певца Люка Комбса. Это новый рекорд: 11-й его чарттоппер после дебюта подряд и 6-й со второго студийного альбома What You See Is What You Get. Шесть подряд чарттопперов последний раз было в 2017 году с альбома Kill the Lights Люка Брайана[22]. 5 июня в лучшую десятку Country Airplay на 21-й недели релиза поднялся сингл «Minimum Wage» Блейка Шелтона. Это 36-й хит Шелтона в top-10 (из них 28 чарттопперов) и он сравнялся с Гартом Бруксом, с которым они делят 9-е место по этому показателю с запуска чарта в январе 1990 году. Выше них лидеры: Джордж Стрейт (61), Кенни Чесни (58), Тим Макгро (58), Алан Джексон (51), Кит Урбан (42), Тоби Кит (42), Brooks & Dunn (41), Риба Макинтайр (37)[23]. 12 июня в лучшую десятку Hot Country Songs поднялся сингл «Blame It On You» Джейсона Олдина. Это 34-й хит Олдина в top-10 (с 2005 года, когда он дебютировал, это больше, чем у кого либо, так как лишь по 31 хит имеют идущие следом Люк Брайан и Кенни Чесни)[24].
- 26 июня в Country Airplay 4-ю неделю лидировал сингл «Forever After All» певца Люка Комбса. По 4 и более недели на вершине радиочарта он теперь имеет 6-й сингл, а лидируют здесь Тим Макгро (8), Кенни Чесни (7), Тоби Кит (7), Джордж Стрейт (6)[25]. 3 июля в Hot Country Songs 9-ю неделю и в Country Airplay 5-ю неделю лидировал сингл «Forever After All» певца Люка Комбса. У Комбса это четвёртый чарттоппер с 5 и более неделями лидерства, больше только у троих певцов: Тим Макгро имеет семь чарттопперов по пять и более недель на первом месте (5+), у Кенни Чесни и Тоби Кита по шесть таких хитов (5+)[26].
- 10 июля в Hot Country Songs 10-ю неделю (первая неделя была ещё в ноябре 2020 года) лидировал сингл «Forever After All» певца Люка Комбса и это его второй сингл с 10+ неделями лидерства после «Beautiful Crazy» (11 недель на № 1 в 2019 году). Единственные другие музыканты с несколькими такими 10+хитами № 1 (после запуска мультиметрического подсчёта): Florida Georgia Line (три) и Сэм Хант (два). Только 28 из 1565 чарттопперов — или менее 2 % — доминировали не менее 10 недель каждый. В Country Airplay 6-ю неделю лидировал сингл «Forever After All» певца Люка Комбса. В Country Airplay «Forever» это 22-й чарттоппер (из 866 номеров один, или чуть более 2 %) с не менее чем 6 неделями лидерства с момента создания чарта в 1990 году. Это второй хит Комбса с 6+ после «Beautiful Crazy» (7 недель № 1 в 2019). Кенни Чесни и Тим Макгро имеют по три таких № 1, в то время как Фейт Хилл, Тоби Кит, Lonestar и Кит Урбан — по два[27].
- 17 июля на первом месте Hot Country Songs сразу дебютировал сингл «Am I the Only One» певца и гитариста Аарона Льюиса (из рок-группы Staind). Это 7-й в истории дебют на вершине и третий в 2021 году, после Моргана Уоллена и Тейлор Свифт. Чарт Country Airplay возглавила песня «Famous Friends» (Крис Янг и Кейн Браун, это их 10 и 6-й чарттопперы). Одновременно, Гарт Брукс с новым хитом «That’s what cowboys do» в 92-й раз появился в Country Airplay, где лидируют по этому показателю Джордж Стрейт (100) и Кенни Чесни (94)[28].
- 24 июля на первое место Hot Country Songs поднялся хит «Fancy Like» певца Уокера Хейза, впервые в его карьере. Чарт Country Airplay возглавил сингл «Blame It on You» певца Джейсона Олдина, его 23-й чарттоппер. Олдин седьмой после по числу чартопперов в Country Airplay (с января 1990) после Кенни Чесни (31), Тима Макгро (29), Блейка Шелтона (28), Алана Джексона (26), Джорджа Стрейта (26), Люка Брайана (24)[29].
- 24 июля чарт Country Airplay возглавил сингл «Single Saturday Night» Коула Суинделла, его 6-й чарттоппер. Это произошло на 56-й неделе релиза[30][31].
- 14 августа чарт Country Airplay возглавил сингл «Drinkin' Beer. Talkin' God. Amen.» певца Chase Rice при участии Florida Georgia Line, для которых это 16-й чарттоппер. По этому показателю среди групп и дуэтов за 31 год чарта впереди только Brooks & Dunn (20 хитов), а третьими идут Rascal Flatts (14)[32].
- 4 сентября чарт Country Airplay возглавил сингл «Waves» Люка Брайана, для которого это 25-й чарттоппер. Брайан шестой по числу чартопперов в Country Airplay (с января 1990) после Кенни Чесни (31), Тима Макгро (29), Блейка Шелтона (28), Алана Джексона (26), Джорджа Стрейта (26). Также «Waves» стал пятым чарттоппером с альбома Born Here Live Here Die Here[33].
- 18 сентября чарт Country Airplay возглавил сингл «Country Again» Томаса Ретта, для которого это 17-й чарттоппер[34].
- 25 сентября чарт Hot Country Songs 10-ю неделю возглавлял хит «Fancy Like» певца Уокера Хейза. Одновременно, после появления певицы Kesha в двух видео с этой песней вместе с Хейзом в сети TikTok (где хит стал виральным), он поднялся на 5-е место в Hot 100. Lainey Wilson впервые возглавила чарт Country Airplay с синглом «Things a Man Oughta Know»[35].
- 2 октября чарт Country Airplay возглавил хит «You Time» победителя American Idol 2011 года и кантри-певца Скотти Маккрири, для которого это 4-й чарттоппер[36].
- 9 октября чарт Country Airplay возглавил хит «Cold Beer Calling My Name» кантри-певца Jameson Rodgers при участии Люка Комбса, для которых это 2-й и 12-й чарттопперы, соответственно[37].
- 16 октября чарт Country Airplay возглавил хит «Memory I Don’t Mess With» кантри-певца Ли Брайса, для которого это 8-й чарттоппер[38].
- 30 октября чарт Country Airplay возглавил хит «If I Didn’t Love You» в исполнении Джейсона Олдина и Кэрри Андервуд, для которых это 24-й (34 top-10) и 16-й чарттопперы (29 top-10), соответственно. Андервуд с 16 синглами номер один первая среди женщин с 1990 года (запуск чарта): после неё Риба Макинтайр (11) и Фейт Хилл (9)[39].
- 13 ноября чарт Country Airplay возглавил хит «Fancy Like» певца Уокера Хейза (его первый чарттоппер). Одновременно он лидировал в четырёх кантри-чартах: Hot Country Songs (17-ю неделю), Country Airplay, Country Streaming Songs (18) и Country Digital Song Sales (19). Кенни Чесни с песней «Knowing You», ставшей 55-м хитом в Топ-10 в Hot Country Songs, увеличил своё лидерство по этому показателю и отрыв от Тима Макгро (51) и Джорджа Стрейта (42)[40].
- 20 ноября чарт Country Airplay возглавил хит «If I Didn’t Love You» дуэта Джейсона Олдина (24-й его чарттоппер) и Кэрри Андервуд (16-й)[41].
- 27 ноября чарт Hot Country Songs возглавил сингл «All Too Well (Taylor’s Version)» певицы Тейлор Свифт, девятый её чарттоппер и второй за год. Он также возглавил чарты Country Digital Song Sales (18-й её чарттоппер; увеличение рекорда) и Country Streaming Songs (6-й раз; сравнялась с двумя рекордсменами, Florida Georgia Line и Morgan Wallen). «All Too Well (Taylor’s Version)» вместе с другими дебютами Свифт стали её 27-29-м в десятке лучших Hot Country Songs: № 3 — «I Bet You Think About Me (Taylor’s Version)(From the Vault)», № 5 — «Red (Taylor’s Version)». 27 ноября на первое место Country Airplay вышел сингл «Cold As You» певца Люка Комбса. Это новый рекорд: 13-й его чарттоппер после дебюта подряд и 7-й с делюксовой версии его второго студийного альбома What You See Is What You Get[42].
- 4 декабря чарт Country Airplay возглавил хит «Same Boat» группы Zac Brown Band, их 14-й чарттоппер (первый был в 2016 году). Таким образом они догнали рекордный показатель Rascal Flatts, который те удерживали среди всех групп с не менее чем тремя членами. Далее следует LadyA с 11 хит-синглами (среди всех в Country Airplay лидирует Кенни Чесни с 31 номером один)[43].
- 18 декабря чарт Hot Country Songs снова возглавил хит «Fancy Like» певца Уокера Хейза (его первый чарттоппер и 19-я неделя во главе чарта). Одновременно он лидировал в кантри-чартах: Hot Country Songs (23-ю неделю), Country Streaming Songs (19), и ранее в Country Airplay (1, ноябрь) и Country Digital Song Sales (19)[44].

## Список
| Дата          | Country Songs[A]                  | Исполнитель   | Ссылка  | Country Airplay[B]                  | Исполнитель                                 | Ссылка  |
| ------------- | --------------------------------- | ------------- | ------- | ----------------------------------- | ------------------------------------------- | ------- |
| 2 января      | «I Hope»                          | Габби Барретт | [ 6 ]   | «Big, Big Plans»                    | Chris Lane                                  | [ 7 ]   |
| 9 января      | «I Hope»                          | Габби Барретт | [ 45 ]  | «Champagne Night»                   | Lady A                                      | [ 46 ]  |
| 16 января     | «I Hope»                          | Габби Барретт | [ 47 ]  | «Champagne Night»                   | Lady A                                      | [ 48 ]  |
| 23 января     | «Wasted On You»                   | Морган Уоллен | [ 49 ]  | «Better Together»                   | Люк Комбс                                   | [ 50 ]  |
| 30 января     | «I Hope»                          | Габби Барретт | [ 51 ]  | «Better Together»                   | Люк Комбс                                   | [ 52 ]  |
| 6 февраля     | «Better Together»                 | Люк Комбс     | [ 53 ]  | «Better Together»                   | Люк Комбс                                   | [ 54 ]  |
| 13 февраля    | «Better Together»                 | Люк Комбс     | [ 55 ]  | «Better Together»                   | Люк Комбс                                   | [ 56 ]  |
| 20 февраля    | «Better Together»                 | Люк Комбс     | [ 57 ]  | «Better Together»                   | Люк Комбс                                   | [ 58 ]  |
| 27 февраля    | «Love Story»                      | Тейлор Свифт  | [ 59 ]  | «Beers And Sunshine}}»              | Дариус Ракер                                | [ 60 ]  |
| 6 марта       | «I Hope»                          | Габби Барретт | [ 61 ]  | «Down to One»                       | Люк Брайан                                  | [ 62 ]  |
| 13 марта      | «Good Time»                       | Niko Moon     | [ 63 ]  | «Good Time»                         | Niko Moon                                   | [ 64 ]  |
| 20 марта      | «I Hope»                          | Габби Барретт | [ 65 ]  | «Just the Way»                      | Parmalee и Blanco Brown                     | [ 66 ]  |
| 27 марта      | «What’s Your Country Song»        | Томас Ретт    | [ 67 ]  | «What’s Your Country Song»          | Томас Ретт                                  | [ 68 ]  |
| 3 апреля      | «What’s Your Country Song»        | Томас Ретт    | [ 69 ]  | «Lady»                              | Бретт Янг                                   | [ 70 ]  |
| 10 апреля     | «The Good Ones»                   | Габби Барретт | [ 71 ]  | «Long Live»                         | Florida Georgia Line                        | [ 72 ]  |
| 17 апреля     | «Starting Over»                   | Крис Стэплтон | [ 73 ]  | «The Good Ones»                     | Габби Барретт                               | [ 74 ]  |
| 24 апреля     | «The Good Ones»                   | Габби Барретт | [ 75 ]  | «The Good Ones»                     | Габби Барретт                               | [ 76 ]  |
| 1 мая         | «The Good Ones»                   | Габби Барретт | [ 77 ]  | «The Good Ones»                     | Габби Барретт                               | [ 78 ]  |
| 8 мая         | «The Good Ones»                   | Габби Барретт | [ 79 ]  | «Made for You»                      | Jake Owen                                   | [ 80 ]  |
| 15 мая        | «Forever After All»               | Люк Комбс     | [ 81 ]  | «Made for You»                      | Jake Owen                                   | [ 82 ]  |
| 22 мая        | «Forever After All»               | Люк Комбс     | [ 83 ]  | «Breaking Up Was Easy in the 90s»   | Сэм Хант                                    | [ 84 ]  |
| 29 мая        | «Forever After All»               | Люк Комбс     | [ 85 ]  | «Hell of a View»                    | Эрик Чёрч                                   | [ 86 ]  |
| 5 июня        | «Forever After All»               | Люк Комбс     | [ 87 ]  | «Forever After All»                 | Люк Комбс                                   | [ 88 ]  |
| 12 июня       | «Forever After All»               | Люк Комбс     | [ 89 ]  | «Forever After All»                 | Люк Комбс                                   | [ 90 ]  |
| 19 июня       | «Forever After All»               | Люк Комбс     | [ 91 ]  | «Forever After All»                 | Люк Комбс                                   | [ 92 ]  |
| 26 июня       | «Forever After All»               | Люк Комбс     | [ 93 ]  | «Forever After All»                 | Люк Комбс                                   | [ 94 ]  |
| 3 июля        | «Forever After All»               | Люк Комбс     | [ 95 ]  | «Forever After All»                 | Люк Комбс                                   | [ 96 ]  |
| 10 июля       | «Forever After All»               | Люк Комбс     | [ 97 ]  | «Forever After All»                 | Люк Комбс                                   | [ 98 ]  |
| 17 июля       | «Am I the Only One»               | Аарон Льюис   | [ 99 ]  | «Famous Friends»                    | Крис Янг и Кейн Браун                       | [ 100 ] |
| 24 июля       | «Fancy Like»                      | Уокер Хейз    | [ 101 ] | «Blame It on You»                   | Джейсон Олдин                               | [ 102 ] |
| 31 июля       | «Fancy Like»                      | Уокер Хейз    | [ 103 ] | «Single Saturday Night»             | Коул Суинделл                               | [ 104 ] |
| 7 августа     | «Fancy Like»                      | Уокер Хейз    | [ 105 ] | «Single Saturday Night»             | Коул Суинделл                               | [ 106 ] |
| 14 августа    | «Fancy Like»                      | Уокер Хейз    | [ 107 ] | «Drinkin' Beer. Talkin' God. Amen.» | Chase Rice при участии Florida Georgia Line | [ 108 ] |
| 21 августа    | «Fancy Like»                      | Уокер Хейз    | [ 109 ] | «Glad You Exist»                    | Dan + Shay                                  | [ 110 ] |
| 28 августа    | «Fancy Like»                      | Уокер Хейз    | [ 111 ] | «We Didn't Have Much»               | Джастин Мур                                 | [ 112 ] |
| 4 сентября    | «Fancy Like»                      | Уокер Хейз    | [ 113 ] | «Waves»                             | Люк Брайан                                  | [ 114 ] |
| 11 сентября   | «Fancy Like»                      | Уокер Хейз    | [ 115 ] | «Waves»                             | Люк Брайан                                  | [ 116 ] |
| 18 сентября   | «Fancy Like»                      | Уокер Хейз    | [ 117 ] | «Country Again»                     | Томас Ретт                                  | [ 118 ] |
| 25 сентября   | «Fancy Like»                      | Уокер Хейз    | [ 119 ] | «Things a Man Oughta Know»          | Lainey Wilson                               | [ 120 ] |
| 2 октября     | «Fancy Like»                      | Уокер Хейз    | [ 121 ] | «You Time»                          | Скотти Маккрири                             | [ 122 ] |
| 9 октября     | «Fancy Like»                      | Уокер Хейз    | [ 123 ] | «Cold Beer Calling My Name»         | Jameson Rodgers при участии Люка Комбса     | [ 124 ] |
| 16 октября    | «Fancy Like»                      | Уокер Хейз    | [ 125 ] | «Memory I Don’t Mess With»          | Ли Брайс                                    | [ 126 ] |
| 23 октября 23 | «Fancy Like»                      | Уокер Хейз    | [ 127 ] | «My Boy»                            | Elvie Shane                                 | [ 128 ] |
| 30 октября    | «Fancy Like»                      | Уокер Хейз    | [ 129 ] | «If I Didn’t Love You»              | Джейсон Олдин и Кэрри Андервуд              | [ 130 ] |
| 6 ноября      | «Fancy Like»                      | Уокер Хейз    | [ 131 ] | «If I Didn’t Love You»              | Джейсон Олдин и Кэрри Андервуд              | [ 132 ] |
| 13 ноября     | «Fancy Like»                      | Уокер Хейз    | [ 133 ] | «Fancy Like»                        | Уокер Хейз                                  | [ 134 ] |
| 20 ноября     | «Fancy Like»                      | Уокер Хейз    | [ 135 ] | «If I Didn’t Love You»              | Джейсон Олдин и Кэрри Андервуд              | [ 136 ] |
| 27 ноября     | «All Too Well (Taylor’s Version)» | Тейлор Свифт  | [ 137 ] | «Cold as You»                       | Люк Комбс                                   | [ 138 ] |
| 4 декабря     | «All Too Well (Taylor’s Version)» | Тейлор Свифт  | [ 139 ] | «Same Boat»                         | Zac Brown Band                              | [ 140 ] |
| 11 декабря    | «All Too Well (Taylor’s Version)» | Тейлор Свифт  | [ 141 ] | «Thinking 'Bout You»                | Дастин Линч при участии MacKenzie Porter    | [ 142 ] |
| 18 декабря    | «Fancy Like»                      | Уокер Хейз    | [ 143 ] | «Thinking 'Bout You»                | Дастин Линч при участии MacKenzie Porter    | [ 144 ] |
| 25 декабря    | «Fancy Like»                      | Уокер Хейз    | [ 145 ] | «Thinking 'Bout You»                | Дастин Линч при участии MacKenzie Porter    | [ 146 ] |

Примечания
- A^ — Country Songs — суммарный кантри-чарт, с учетом интернет-скачиваний (цифровых продаж), потокового контента и радиоэфиров.
- B^ — Country Airplay — радиоэфирный кантри-чарт (до 20 октября 2012 года был единственным и основным).